# Ignacówka (Sochaczew)
Ignacówka [iɡnaˈt͡sufka] est un village polonais de la gmina de Sochaczew dans le powiat de Sochaczew et dans la voïvodie de Mazovie.
Il est situé approximativement à 4 kilomètres au sud-esdde Sochaczew et à 49 kilomètres à l'ouest de Varsovie.